# Gavite

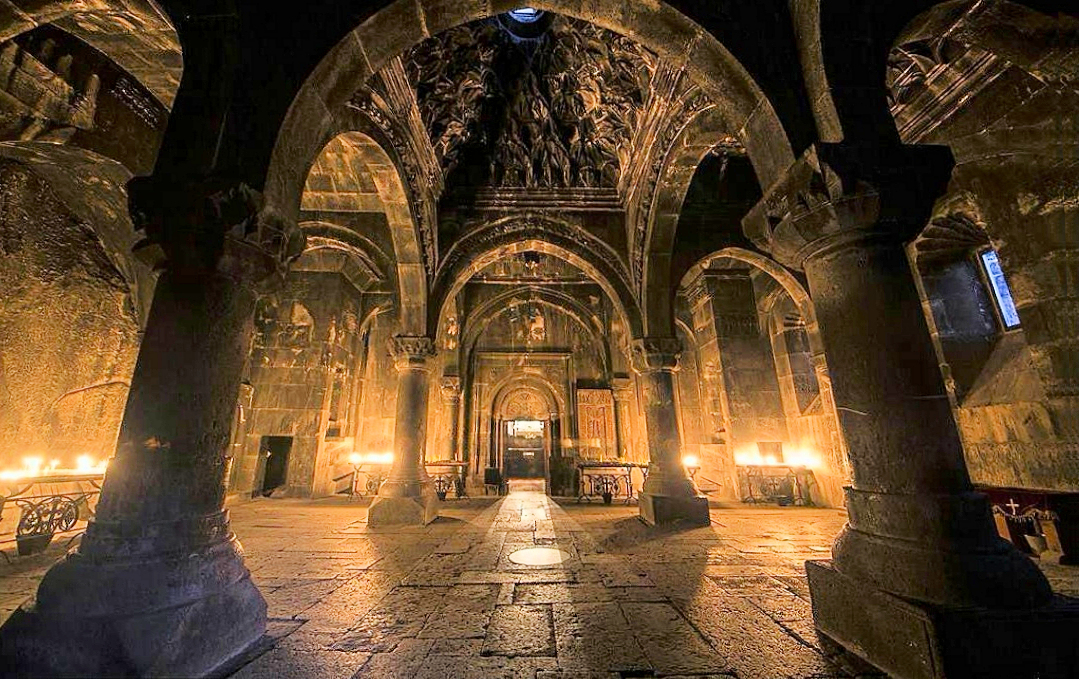
Gavite do Mosteiro de Guelarde na Armênia

Um gavite (em armênio: գավիթ; romaniz.: gawit’) ou jamatum (em armênio: ժամատուն; romaniz.: žamatun) é uma sala de congresso ou mausoléu adicionado à entrada de uma igreja e, portanto, frequentemente contíguo ao seu lado oeste, num mosteiro armênio medieval. Servia como nártex (entrada da igreja), mausoléu e sala de assembleia, algo como o nártex ou lite de uma igreja bizantina. Como elemento arquitetônico, era distinto da igreja e construído posteriormente. Sua primeira instância conhecida é no Mosteiro de Horromos, datado de 1038, quando já era chamado de "jamatum". O termo "gavite" começou a substituir o termo jamatum a partir de 1181, quando apareceu pela primeira vez numa inscrição no Mosteiro de Sanahin.

## História

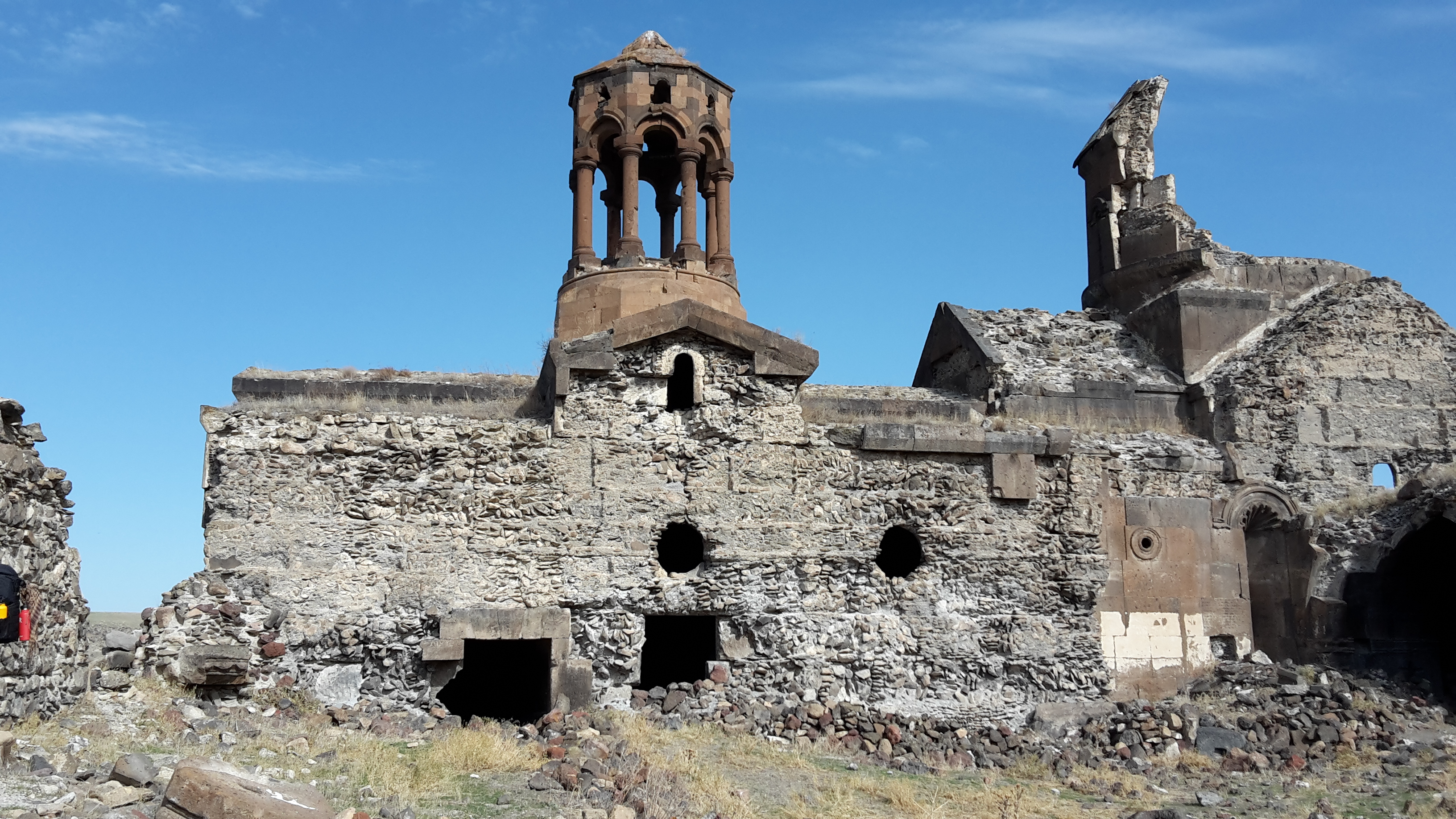
Jamatum do Mosteiro de Horromos

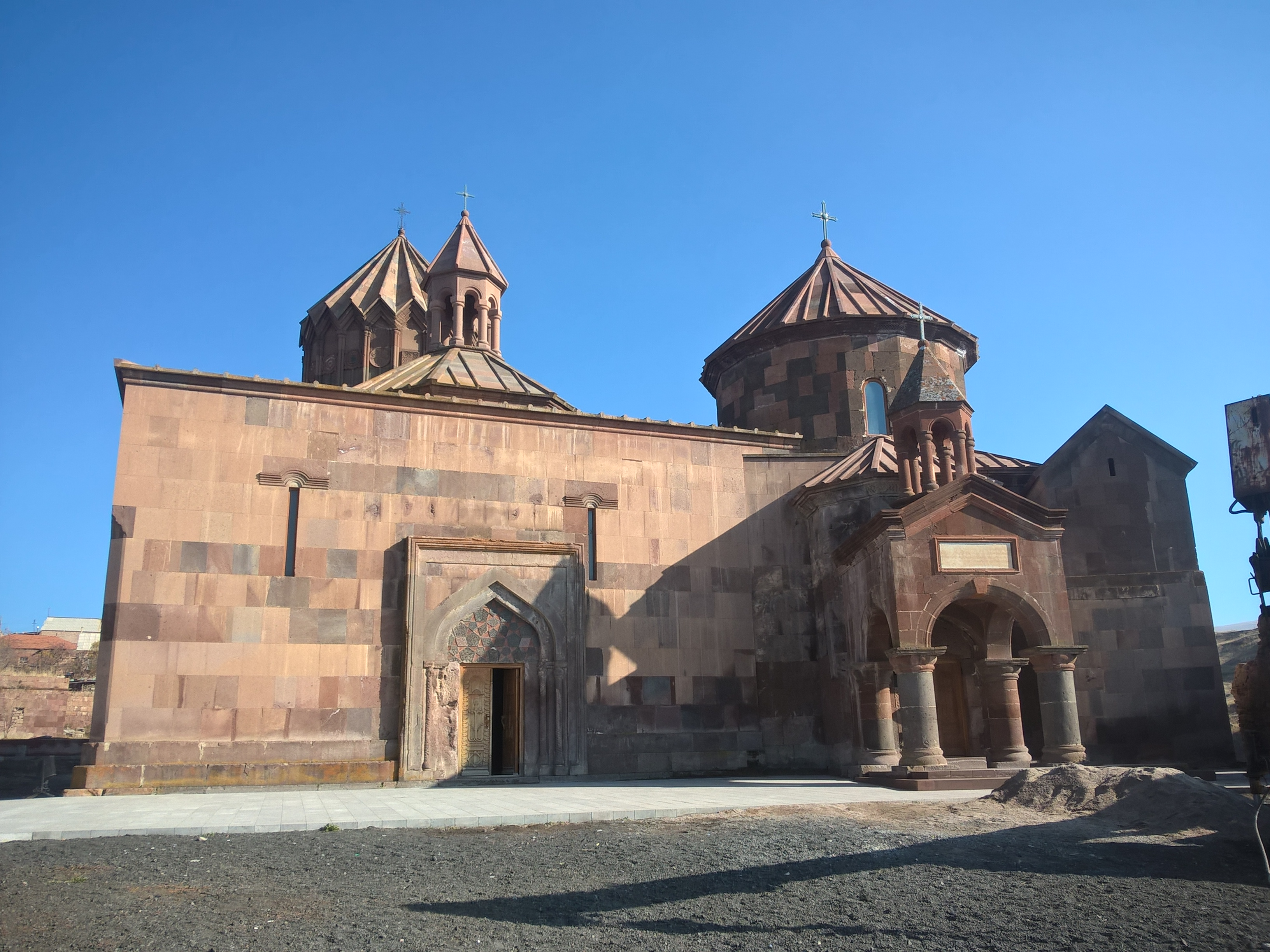
Jamatum do Mosteiro de Harriche

O gavite, o estilo armênio característico do nártex, surgiu nos séculos X e XI. As primeiras estruturas no século X eram edifícios quadrangulares simples, sem colunas e protegidos por telhados de madeira, usados como necrópoles dinásticas. A partir do século XI, o primeiro jamatum conhecido com uma estrutura de quatro colunas aparece no Mosteiro de Horromos, construído em 1038 pelo rei João-Simbácio III (r. 1020–1041). A abóbada tinha a forma de um cone octogonal e era decorada com relevos soberbos. A estrutura geral do gavite, com sua planta de nove vãos, é típica da planta de nove vãos das mesquitas do período abássida em diante, que pode ser vista da Espanha à Ásia Central.
A primeira menção de um jamatum aparece na inscrição dedicatória de 1038 do Mosteiro de Horromos:
| “ | No ano dos armênios 487 (ou seja, 1038), eu, o xainxá João, filho do xainxá Cacício, dei meu vinhedo localizado em Colbe para esta minha igreja, São João [Surb-Yovannēs], que construí neste mosteiro de Horromos, junto com este jamatum... | ” |

A menção do termo gavite para tais edifícios aparece pela primeira vez mais de um século depois, em 1181, na inscrição dedicatória no Mosteiro de Sanahin pelo Abade João:
| “ | No ano 630 (ou seja, 1181), na época do rei vitorioso Jorge, e do emirspasalar Sérgio e seus filhos Zacarias e Ivane, e do amira Curde, eu, João, abade do mosteiro sagrado (re)construí esta igreja outrora existente e um gavite de suas fundações, com a ajuda do emir Curde e do grande vardapetes Gregório e Cristo Deus, com grande esperança...[10] | ” |

Parece que jamatum era usado para se referir a novas estruturas construídas mais ou menos contemporaneamente com a igreja vizinha para servir funções funerárias ou comemorativas, enquanto os termos gavite se referiam a um espaço construído próximo a igrejas mais antigas, cobrindo lápides antigas existentes. Gavite tinha um significado antigo de "pátio aberto" referindo-se ao espaço existente ao redor de igrejas antigas onde os túmulos da nobreza já estavam colocados, enquanto "jami tum" significa "casa das horas" em armênio e "zam" designa um momento do dia dedicado à oração.

## Estrutura
O estilo mais antigo de gavite consiste em uma abóbada oblonga sustentada por arcos duplos, com um erdique central (lanterna ou óculo) e adornada com oito lajes decoradas, como visto no primeiro gavite conhecido em Horromos. Em tipos posteriores, a abóbada costumava ser decorada com desenhos de estalactites ao estilo das mucarnas. Este tipo antigo de abóbada com mucarnas usava pedra cortada de forma semelhante à da arquitetura seljúcida da Anatólia, diferente da construção típica de abóbada armênia, que usava pedra fina voltada para entulho argamassado. Esta forma foi substituída por uma sala quadrada com quatro colunas, dividida em nove seções com uma cúpula no centro. O motivo de mucarnas foi claramente inspirado em fontes islâmicas, mas foi usado de forma diferente, e a abóbada com mucarnas armênia com óculo não foi encontrada no mundo muçulmano até ser copiada cerca de um século depois, como na abóbada da madraça de Iacute na vizinha Erzurum (1310). O próprio "poço de luz", com óculo central, é conhecido na arte da Anatólia de períodos anteriores, como na Grande Mesquita e Hospital de Divri (construído entre 1228-1229).
No lado oeste da Igreja do Santo Redentor no complexo do Mosteiro de Sanahin, o gavite tem quatro altos pilares internos independentes sustentando arcos. Os pilares e suas bases são elaboradamente decorados. No mesmo complexo, o gavite da igreja da Mãe de Deus é um salão de três naves com arcos mais baixos e decorações menos elaboradas nos pilares.